# Mířkov
Mířkov (německy Mirschikau) je obec v okrese Domažlice v Plzeňském kraji. Žije v ní 319 obyvatel.

## Název
Česká podoba názvu obce „Mířkov“ se užívá od roku 1924. Původně byly užívány názvy Mirkov, Mirschigkau, Mirikau, Mirschigkau...

## Historie
První písemná zmínka o obci pochází z roku 1158, kdy byl Mířkov uveden jako majetek Hartmana z Mířkova. V roce 1415 byla v držení Radslava a Aleše, bratří Kočovských z Kočova. Dále ji držel Nedrah z Nedražic. Od roku 1498 patřil Mířkov Přibíkovi ze Stropčic. Potomci Přibíka začali užívat přídomek Mířkovští ze Stropčic. (Užívá se i forma Miřkovští či z Tropčic.) V roce 1603 koupil Mířkov Vilém starší Popel z Lobkowicz, který obec připojil ke svému panství Horšovský Týn. Protože Vilém byl členem direktoria, byl mu po bitvě na Bílé hoře veškerý jeho majetek konfiskován. Lobkovický konfiskát zakoupil smlouvou z 30. března 1622 Maxmilián z Trauttmansdorffu. Touto štýrskou šlechtou byl Mířkov poněmčen a dosídlen německy mluvícím obyvatelstvem. Po mnichovské dohodě byla obec připojena k Německé říši. Po skončení 2. světové války byli němečtí obyvatelé Mířkova odsunuti.

## Obyvatelstvo
| Rok            | 1869 | 1880 | 1890 | 1900 | 1910 | 1921 | 1930 | 1950 | 1961 | 1970 | 1980 | 1991 | 2001 | 2011 | 2021 |
| -------------- | ---- | ---- | ---- | ---- | ---- | ---- | ---- | ---- | ---- | ---- | ---- | ---- | ---- | ---- | ---- |
| Počet obyvatel | 612  | 563  | 560  | 546  | 650  | 673  | 684  | 351  | 378  | 324  | 273  | 238  | 316  | 256  | 307  |
| Počet domů     | 81   | 84   | 86   | 88   | 91   | 97   | 109  | 116  | 78   | 72   | 71   | 81   | 87   | 91   | 92   |

## Obecní správa
Mezi lety 1850–1880 patřil Mířkov jako osada obce ke Křakovu v okrese Horšův Týn. V letech 1880–1980 byl obcí v okrese Horšovský Týn (v letech 1880–1910 Horšův Týn) (1880–1950) a později v okrese Domažlice. Od 1. července 1980 do 23. listopadu 1990 patřil jako část obce k Semněvicím a od 24. listopadu 1990 je opět samostatnou obcí.

### Části obce
- Křakov
- Mířkov

### Obecní symboly
Znak a vlajka byly obci uděleny rozhodnutím předsedy Poslanecké sněmovny Parlamentu České republiky dne 21. června 2018.

## Pamětihodnosti
- Kostel svatého Víta
- Pozůstatky tvrze: Tvrz se nacházela v areálu pozdějšího hospodářského dvora na jižní straně návsi. Byla obklopena příkopem, který byl ještě počátkem 19. století patrný. Ve dvoře bylo později postaveno nové sídlo tzv. panský dům. Ten byl v roce 1986 zbořen. Z tvrze je zachován suterén.[9]
- Venkovská usedlost čp. 23
- Na vrcholu Malého křakovského vrchu se v pozdní době halštatské nacházelo malé mířkovské hradiště.[10] Vrchol Racovského vrchu byl osídlen v eneolitu mladší fází chamské kultury. Podobné, ale nejspíše výrazně kratší dobu osídlené, sídliště bývalo na vrcholu Tříslovce. Další pozdně halštatské sídliště stávalo na vrchu Rozsocha, který byl nejspíše později osídlen také v mladší době hradištní i ve středověku.[11]

## Osobnosti
- Jiří Dikast z Mířkova (1559–1630), ultrakvistický kněz, spisovatel, překladatel, v letech 1619–1621 působil jako administrátor podobojí